# 埼玉県道199号行田市停車場酒巻線

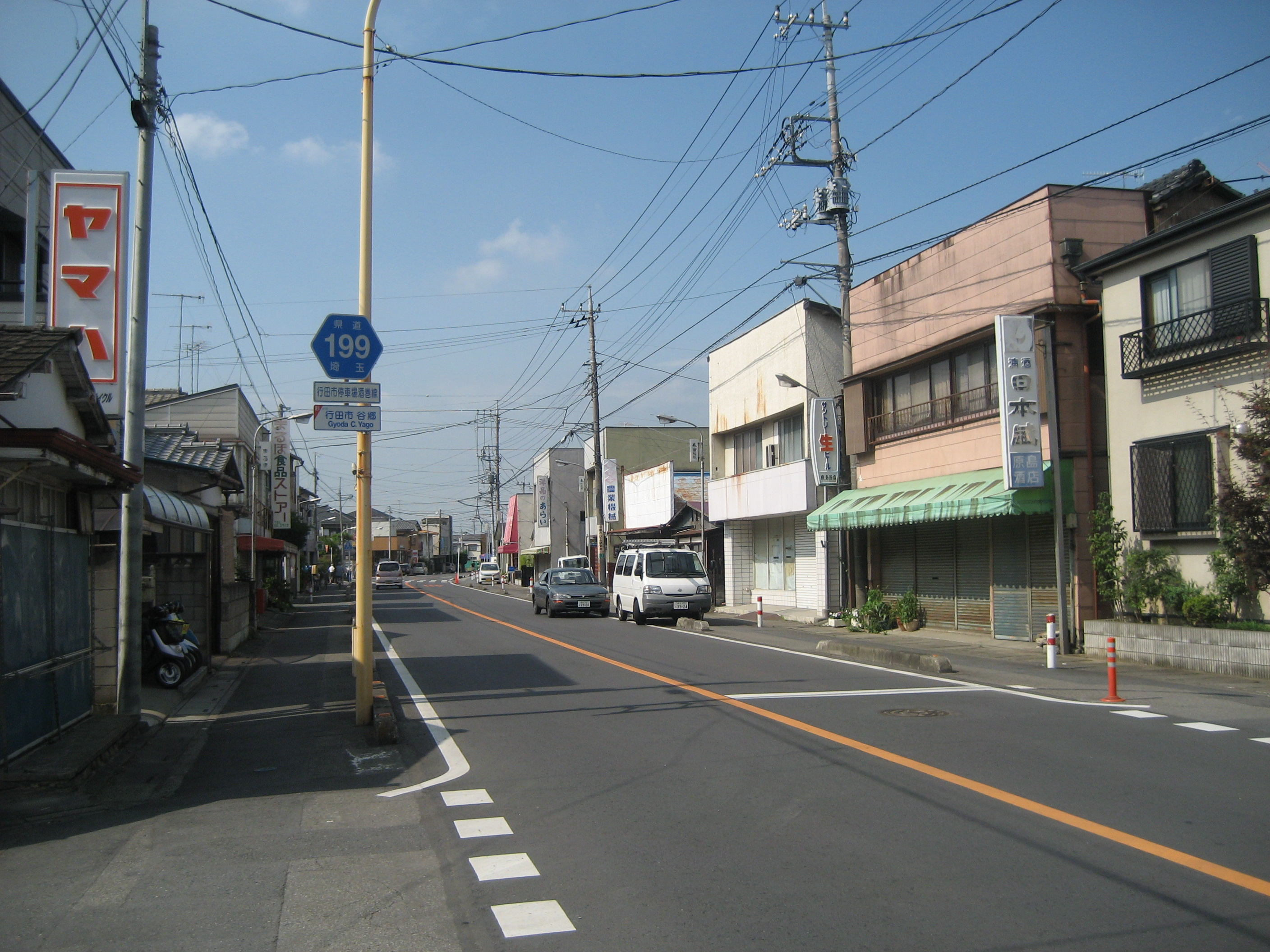
行田市内

埼玉県道199号行田市停車場酒巻線（さいたまけんどう199ごう ぎょうだしていしゃじょうさかまきせん）は、埼玉県行田市内に設定されている県道である。

## 路線概要
- 起点：行田市停車場
- 終点：行田市大字酒巻（埼玉県道59号羽生妻沼線交点）
- 総距離：6,002m

## バイパス
行田市街地外れの和田から南河原地域の犬塚までの間に全長1,120mのバイパス事業が行われている。現道は車幅が狭く屈曲していて、走行上・安全上の課題がある上、拡幅も困難で、更に第二次緊急輸送道路であり重要道路のためでもある
国道125号行田バイパス総合公園前 - 埼玉県道128号熊谷羽生線間がまず開通（時期不明、2006年頃）、2017年10月28日、熊谷羽生線 - 埼玉県道362号上中条斎条線間が開通し、それに伴い旧道区間は市道へ降格された（なお、今回の開通区間終点に現道・旧道は接していないため、上中条斎条線に重複して現道に戻る形となっている）。
今後は、更に羽生妻沼線までの間の事業が進められることになる。

## 通過する自治体

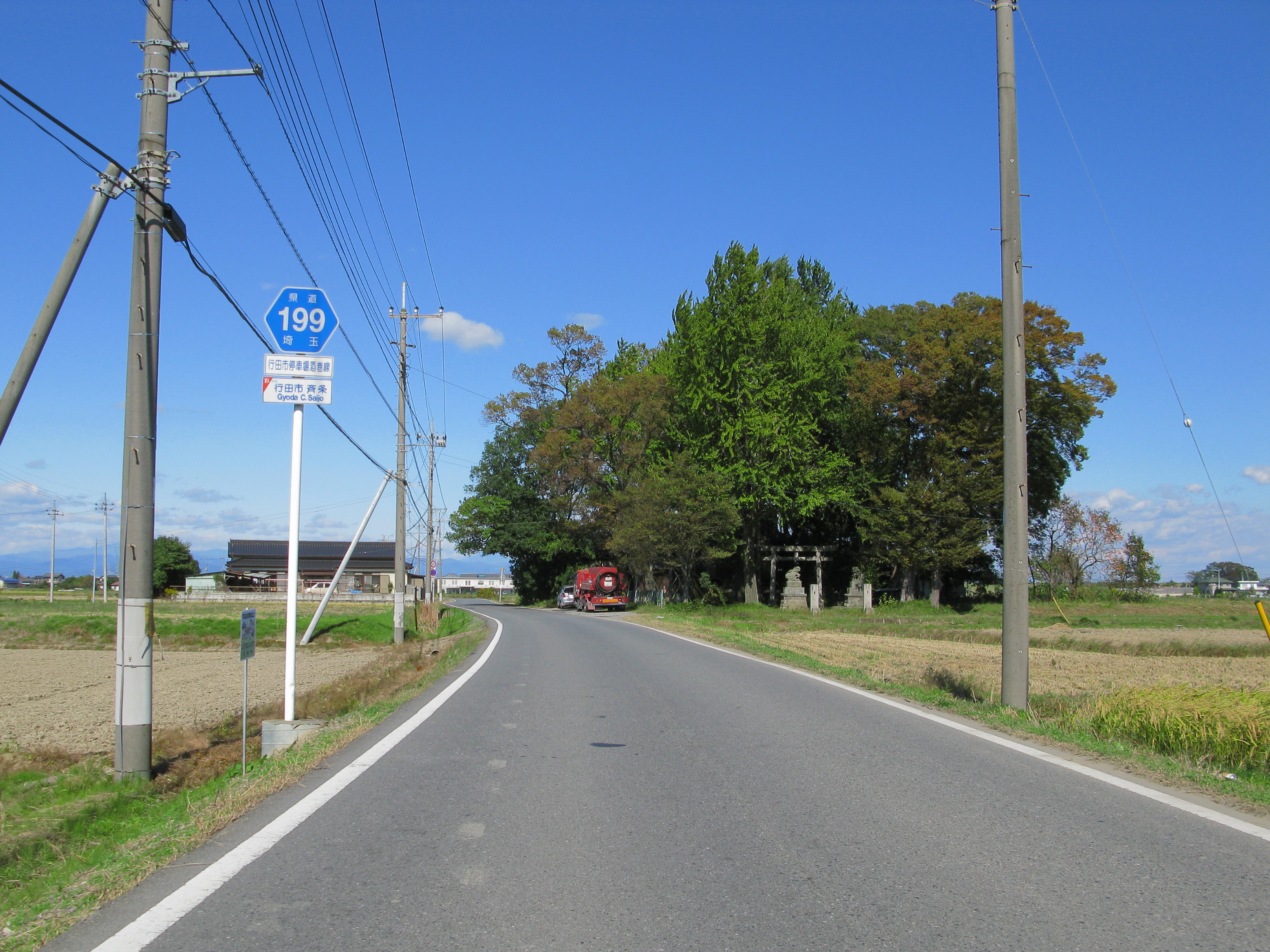
行田市斉条地区

- 埼玉県
  - 行田市

## 接続・交差する主な道路
- 埼玉県道198号行田市停車場線
- 国道125号（行田バイパス）（谷郷交差点 - 総合公園前交差点間重複）
- 埼玉県道128号熊谷羽生線
- 埼玉県道362号上中条斎条線（犬塚地区 - 斎条交差点間重複）
- 埼玉県道59号羽生妻沼線

## 沿線
- 秩父鉄道秩父本線 行田市駅
- 行田税務署
- 行田市立北小学校